# Università degli Studi di Salerno
L'Università degli Studi di Salerno (in acronimo UNISA) è un'università statale italiana fondata nel 1968 a Salerno e con attuale sede principale a Fisciano, in provincia di Salerno.

## Storia
La presenza di attività di stampo universitario nel salernitano risale al Medioevo. In particolare nel IX secolo a Salerno nasce la prestigiosa Scuola Medica Salernitana, che opera ininterrottamente per diversi secoli fino alla sua graduale dissoluzione: iniziata nel 1811 con la conversione a Real Liceo durante la riorganizzazione dell'istruzione pubblica nel Regno di Napoli e ultimata nel 1865 quando venne definitivamente soppressa.
Da allora bisogna aspettare fino al 1944 per ritrovare a Salerno un'istituzione di stampo accademico. Infatti in quell'anno, per forte volontà di Giovanni Cuomo, viene costituito nella città un istituto universitario di Magistero. Questo diviene statale nel 1968, trasformandosi nella facoltà di magistero della costituenda Università degli Studi di Salerno.
Negli anni il nuovo ateneo continua a svilupparsi introducendo nuovi corsi e facoltà: a partire dal 1969 si ha dapprima la facoltà di lettere e filosofia, che sostituisce il vecchio magistero; seguita dalla facoltà di economia e commercio (1970); la facoltà di scienze matematiche, fisiche e naturali e la facoltà di giurisprudenza (1972) ed il corso completo di ingegneria (1983).
Nel 1988 l'università viene spostata dal centro urbano di Salerno alle nuove strutture costruite nei comuni di Fisciano e Baronissi, ai margini della provincia.
L'ateneo continua quindi a svilupparsi con l'istituzione delle facoltà di farmacia (1991), scienze politiche (1992) e lingue e letterature straniere (1996).
Nel 2006 viene istituita in seno all'ateneo la scuola di giornalismo di Salerno, in convenzione con l'ordine nazionale dei giornalisti. Nello stesso anno viene istituita la facoltà di medicina e chirurgia.
All'inizio del 2013, in collaborazione con l'azienda ospedaliera "Ruggi d'Aragona" di Salerno, l'ateneo completa l'iter burocratico per l'istituzione della nuova Azienda ospedaliero-universitaria "San Giovanni di Dio e Ruggi d'Aragona - Scuola Medica Salernitana". Questo permette nel 2014 l'ulteriore sviluppo del dipartimento di medicina, con l'istituzione delle tre prime scuole di specializzazione in ambito sanitario.
Nel 2023 l'ateneo si dota di una nuova sede distaccata presso il comune di Avellino.

## Struttura

### Dipartimenti
L'ateneo è organizzato nei seguenti dipartimenti:
- Chimica e biologia
- Farmacia
- Fisica
- Informatica
- Ingegneria civile
- Ingegneria industriale
- Ingegneria dell'informazione ed elettrica e matematica applicata
- Matematica
- Medicina, chirurgia e odontoiatria
- Scienze aziendali management and Innovation systems
- Scienze economiche e statistiche
- Scienze giuridiche
- Scienze del patrimonio culturale
- Scienze politiche e della comunicazione
- Scienze umane, filosofiche e della formazione
- Studi politici e sociali
- Studi umanistici

### Sedi

#### Sedi attuali
L'ateneo comprende varie sedi sparse sul territorio. In ordine di importanza:
- La sede principale: collocata nel comune di Fisciano e organizzata in forma di campus. Si estende su un'area di 1200000 m² e ospita la maggior parte delle strutture.[13]
- La seconda sede: collocata nella zona commerciale di Sava, frazione del comune di Baronissi. Anche questa organizzata come campus, si estende su una superficie di 150000 m² sulla quale trovano posto il dipartimento di medicina, chirurgia e odontoiatria e il centro polisportivo.[13]
- La terza sede: collocata nel Palazzo di Città del comune di Avellino.[11]

L'ateneo dispone inoltre di una serie di succursali presso i presidi dell'azienda ospedaliero-universitaria "San Giovanni di Dio e Ruggi d'Aragona - Scuola Medica Salernitana", a supporto esclusivo del dipartimento di medicina.
Un altro gruppo di sedi è quello dedicato principalmente ma non esclusivamente ai servizi residenziali, a disposizione di studenti e docenti fuori sede o altrimenti pendolari. Esse sono organizzate in forma di complessi residenziali con servizi annessi e sono poste nelle omonime località di Fisciano, Penta (Via Mariscoli), Lancusi e Baronissi.

## Servizi
All'interno dei campus sono attivi una serie di servizi a fruizione del personale, degli studenti ed in alcuni casi della cittadinanza. La massima concentrazione si può riscontrare nel campus di Fisciano, dove hanno sede:
- la mensa centrale dedicata a studenti e personale strutturato
- vari bar e ristoranti
- varie cartolibrerie e centri stampa
- biblioteche pubbliche
- aule studio
- un teatro
- varie strutture sportive
- una biglietteria per i servizi di trasporto
- una filiale bancaria
- un ufficio postale
- un posto di polizia
- un poliambulatorio specialistico
- servizi abitativi

Presso il campus di Baronissi si trovano:
- una mensa per studenti e personale
- un punto ristoro
- una aula studio
- il centro polisportivo

### Residenze

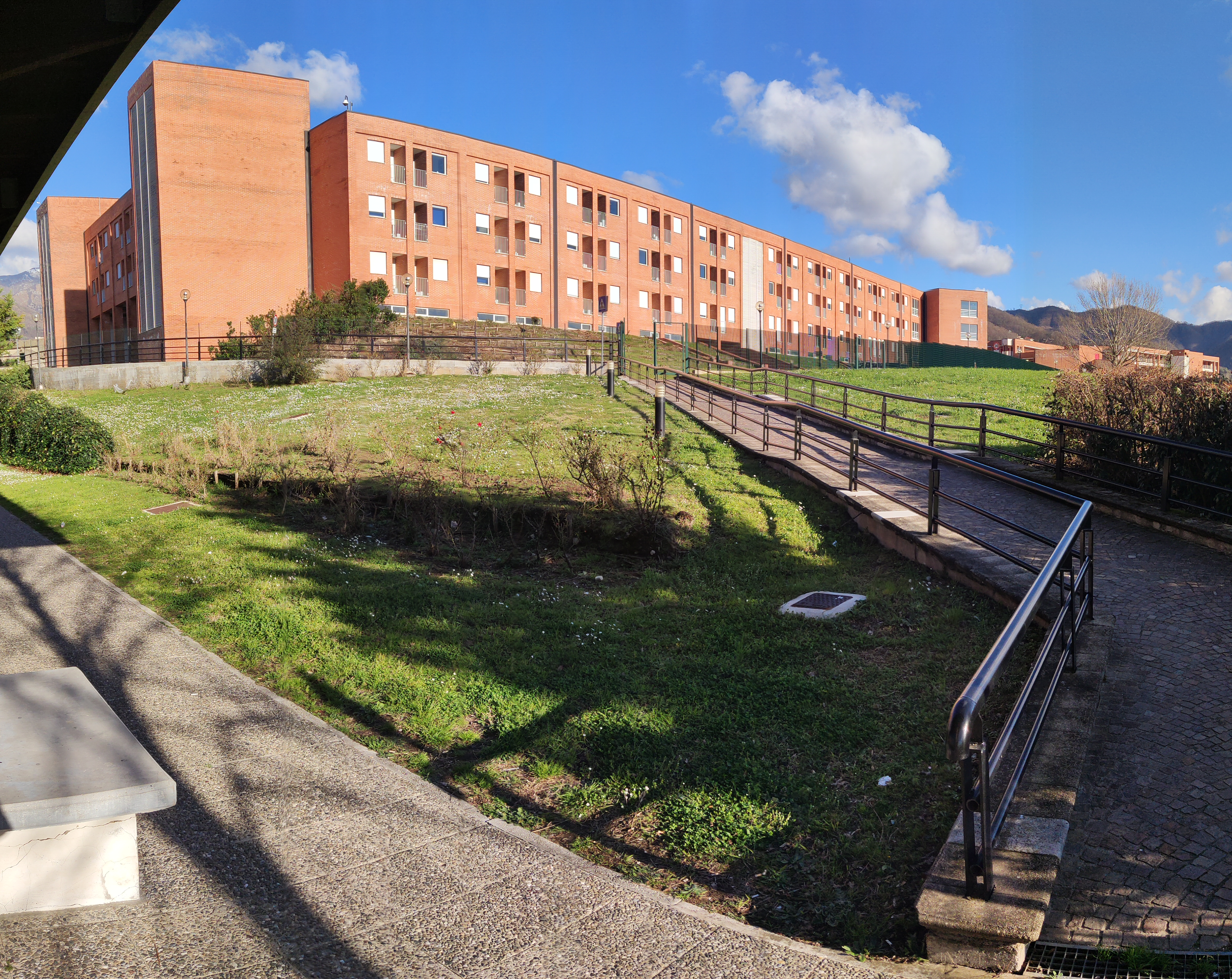
Sede residenziale di Fisciano, Lotto I

L'ateneo è dotato di alcuni complessi residenziali sparsi sul territorio, a disposizione di studenti e docenti pendolari e fuori sede. Nel 2022 le residenze contano complessivamente 780 posti letto. Le stesse si compongono di monolocali, bilocali e mini appartamenti arredati e dotati di aria condizionata, angolo cottura, telefono, Internet, ingresso e TV satellitare.
Il primo lotto di residenze è stato inaugurato nel 2009 presso il campus di Fisciano. Questo è composto da monolocali e mini appartamenti e offre un totale di 282 posti letto.
Il 4 Maggio 2017 è stato inaugurato un nuovo complesso residenziale universitario nelle immediate vicinanze del campus di Fisciano, formalmente noto come "lotto 2" o "lotto Mariscoli" poiché collocato nell'omonima località. Il complesso è costituito da 5 palazzine poste su piani terrazzati in un parco chiuso, oltre che da spazi verdi, aree parcheggio e due campi da calcetto, occupando in totale una superficie di 20 475 mq. La nuova costruzione ha aumentato la capacità residenziale dell'ateneo di 392 posti letto, facendo posto inoltre a 6 aule studio, una sala conferenze e una sala riunioni, una sala videoproiezioni e un’area internet.
Nella zona di Sava del comune di Baronissi è stato edificato un complesso immobiliare su tre livelli che può ospitare 86 posti letto, di cui 10 per portatori di handicap.
Ulteriori alloggi sono disponibili in località Lancusi di Fisciano, in uno stabile denominato "Palazzo Barra". L’edificio ospita 21 mini alloggi autonomi per complessivi 24 posti letto, di cui 2 per portatori di handicap.
La gestione dei servizi residenziali ed affini sono affidati alla locale Azienda per il Diritto allo Studio Universitario. Fino al 31 dicembre 2017 questa era rappresentata da ADISU Salerno, poi sostituita da ADISU Regione Campania.
L'assegnazione dei posti letto è soggetta a concorso pubblico con graduatoria a scorrimento, in congiunzione all'assegnazione di una borsa di studio. Resta la possibilità per utenti paganti di affittare i posti rimasti eventualmente vacanti.

### Sport
Nei campus sono attive un certo numero di strutture sportive gestite in convenzione dal C.U.S. Salerno.
Presso il campus di Fisciano è possibile praticare:
- Nuoto
- Calcio a 5
- Tennis
- Tennistavolo
- Corsa campestre

Nel 2019, in occasione delle Universiadi, presso il campus di Baronissi è stato inaugurato il nuovo centro polisportivo "Pala Unisa", ricavato dalla ristrutturazione e dall'ampliamento del preesistente palazzetto dello sport. Presso questa struttura è possibile praticare:
- Pallavolo
- Pallacanestro
- Ginnastica
- Danza
- Spinning
- Rowing
- Arti marziali
- Tennistavolo
- Culturismo

### Biblioteche
L'ateneo è dotato di un sistema di biblioteche distribuite sul proprio suolo, riunite sul piano amministrativo nel Centro bibliotecario di ateneo (CBA), operante ai sensi dell'art. 46 dello statuto universitario. Esso è articolato principalmente in due biblioteche centrali, l'una per il polo umanistico e l'altra per quello scientifico, cui vanno ad aggiungersi la biblioteca del dipartimento di medicina e chirurgia, e alcuni fondi librari dipartimentali ed interdipartimentali.
La struttura organizzativa attuale venne istituita tramite decreto rettorale il 30 dicembre 2010.

#### Storia
Il vecchio magistero a Salerno aveva inaugurato la sua attività, nel 1944, in una sede provvisoria ricavata all'interno della biblioteca provinciale, l'annessa raccolta libraria contava poche decine di volumi, ricevuti in dono da docenti o acquisiti con gli esigui fondi disponibili, ancora nel 1946 il primo registro cronologico di ingresso annovera non più di 180 titoli di argomento filosofico-pedagogico. Un primo discreto incremento si consegue intorno alla fine degli anni 40 quando il potenziamento della dotazione destinata agli acquisti, i volumi devoluti dal Ministero della pubblica istruzione e alcune donazioni private, concorrono a formare un fondo di discreta consistenza.
La documentazione amministrativa attesta il possesso di 1.565 unità nel 1950, che aumentano, soltanto cinque anni dopo, a circa 3.600, per un valore patrimoniale intorno ai quattro milioni di lire. Nel 1966 la biblioteca è trasferita con il magistero in pieno centro cittadino, dapprima in piazza Malta e poi nei locali autonomi di via Generale Gonzaga, dove va ad occupare un'area, di circa 600 m² con 120 posti riservati ai lettori. Nell'anno accademico 1969/70 seguendo gli spostamenti dell'ateneo viene sistemata nella sede della facoltà di lettere in via Irno, qui viene adottato un sistema di segnatura del materiale basato su una stringa alfanumerica rispecchiante una ripartizione per istituti, meccanismo funzionale alle esigenze pratiche della collocazione a magazzino e della distribuzione allo sportello.

#### Biblioteca del polo umanistico "E.R. Caianiello"

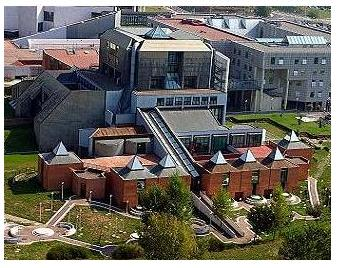
Edificio della biblioteca del polo umanistico "E.R. Caianiello"

La biblioteca del polo umanistico sorge nella parte sud del campus di Fisciano. Costruita negli anni '90 sulla base di un progetto a firma dell'architetto Massimo Pica Ciamarra e intitolata al fisico Eduardo Renato Caianiello, venne aperta al pubblico nel 1997. Raccoglie le collezioni librarie afferenti alle aree umanistica, giuridica ed economica, concentrando oltre 800 000 unità bibliografiche e oltre 6 383 testate di periodici cartacei. L'intero patrimonio è organizzato con il sistema dello "scaffale aperto", che consente l'accesso diretto dell'utente al materiale librario. Al suo interno sono presenti oltre 600 postazioni di studio, distribuite in 18 sale di consultazione a disposizione dell'utenza universitaria.

#### Biblioteca del polo scientifico e tecnologico

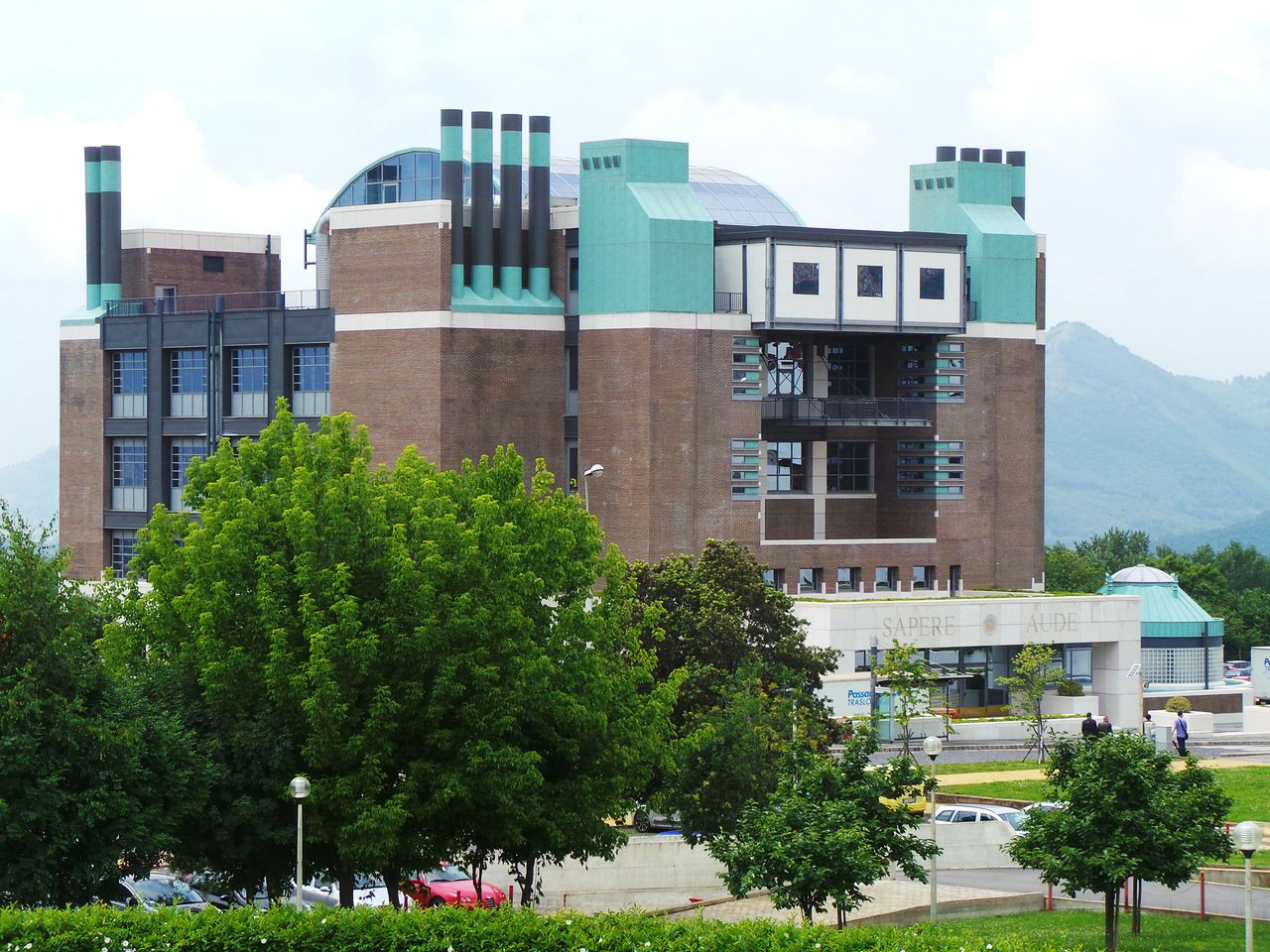
Edificio della biblioteca del polo scientifico e tecnologico

La biblioteca del polo scientifico sorge nella parte nord del campus di Fisciano. Costruita su un progetto dell'architetto Nicola Pagliara, è stata inaugurata il 3 maggio 2013. Raccoglie i fondi librari già afferenti alle biblioteche delle facoltà di scienze matematiche, fisiche e naturali, ingegneria e farmacia. L'intero patrimonio è collocato a magazzino secondo la classificazione decimale Dewey, contando una capienza complessiva di circa 350 000 unità bibliografiche. L'edificio si sviluppa su otto livelli, cinque dei quali visibili dall'esterno e tre interrati. Quattro di questi sono adibiti a sale di consultazione, che complessivamente accolgono 540 postazioni studio a disposizione dell'utenza universitaria.

#### Fondi librari
Fanno parte del Centro bibliotecario di ateneo i seguenti fondi librari, frutto delle varie acquisizioni e donazioni:
- Fondo Antico
- Fondo Belga
- Fondo Cenzato
- Fondo Cilento
- Fondo Cuomo
- Fondo Della Corte
- Fondo Grottanelli
- Fondo Ingrosso
- Fondo Marinari
- Fondo Melillo
- Fondo Paparelli
- Fondo Racinaro
- Fondo Sodano
- Fondo Stabile
- Fondo Studi e ricerche sul territorio
- Fondo Ventimiglia
- Fondo Vuolo

### Museo diffuso
Il campus di Fisciano si configura anche come museo diffuso a cielo aperto, accogliendo installazioni di opere d'arte contemporanea di artisti provenienti da tutto il mondo. La gestione del patrimonio artistico è coordinata dal Dipartimento di Scienze del Patrimonio Culturale, nell'ambito dell'iniziativa "Art on Campus. OverAll".
A partire dal 2022, in collaborazione con il gruppo FAI di Salerno, il campus di Fisciano è luogo di una giornata FAI d'autunno volta alla valorizzazione della dimensione museale dell'ateneo.

#### Chiostro della pace

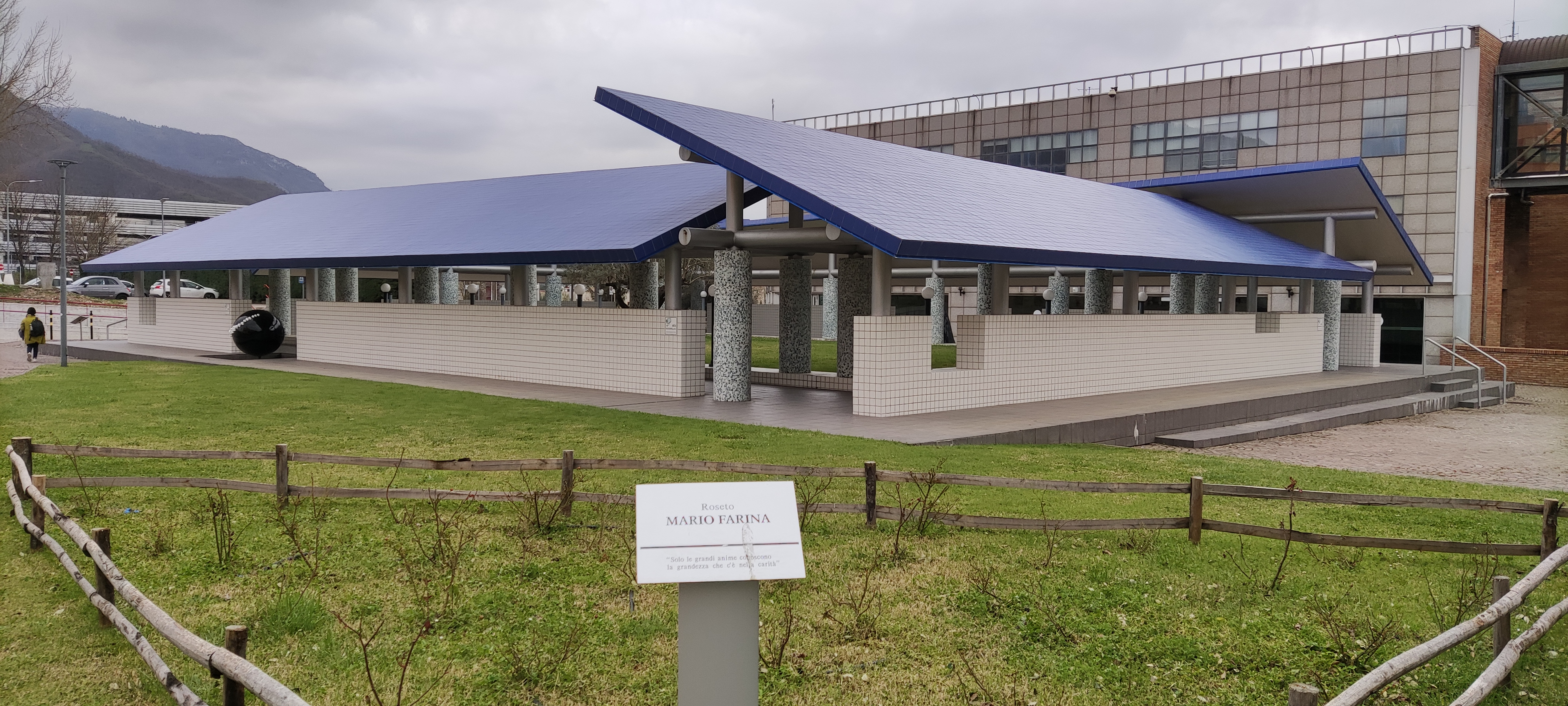
Chiostro della Pace

Il ”Chiostro della Pace” è un'opera di Ettore Sottsass ed Enzo Cucchi, realizzata nel 2005 nell'area antistante il rettorato. Si tratta di un edificio a pianta rettangolare di 21x30 metri costituito da un giardino centrale racchiuso da portico, il quale ospita quattro sculture e sedute per gli avventori.
L'opera è stata insignita del Premio PAALMA nell'ambito della Triennale di Milano il 28 febbraio 2008.

#### Legni Parlanti di Cibelli
Nel 2007 l'artista Paolo Cibelli dona all'università due pezzi appartenenti alla collezione ”Legni Parlanti”. Essi costituiscono di due sculture in legno ricavate dall'intaglio di un tronco di ulivo ultracentenario, le quali vanno a servire come altare e leggio della cappella universitaria nel campus di Fisciano.

#### Furia selvaggia

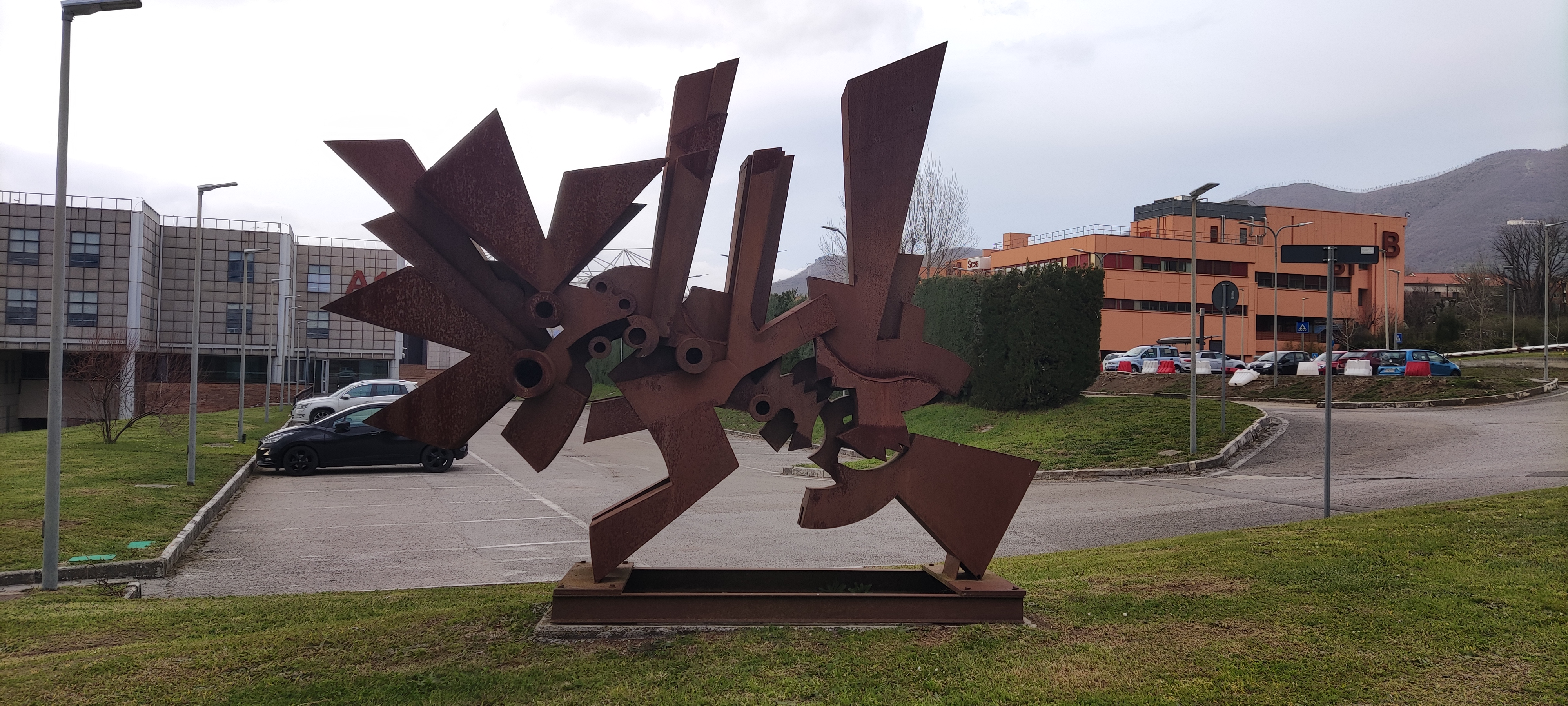
"Furia selvaggia" di Umberto Mastroianni

“Furia selvaggia” è una grande scultura in ferro del 1975 ad opera di Umberto Mastroianni, donata all'università dagli eredi dell'artista nel 2001.
L'opera è collocata in un'area all'estremo sud del campus di Fisciano, lungo Via della Tecnica.

#### Orizzonte due
“Orizzonte Due” è un'imponente scultura in acciaio e vetro dell'artista greco Costas Varotsos, inaugurata il 22 febbraio 2016 presso l'ingresso sud del campus di Fisciano.
L'installazione è il contributo dell'artista al progetto nazionale “L’albero della cuccagna. Nutrimenti dell’arte” curato da Achille Bonito Oliva.

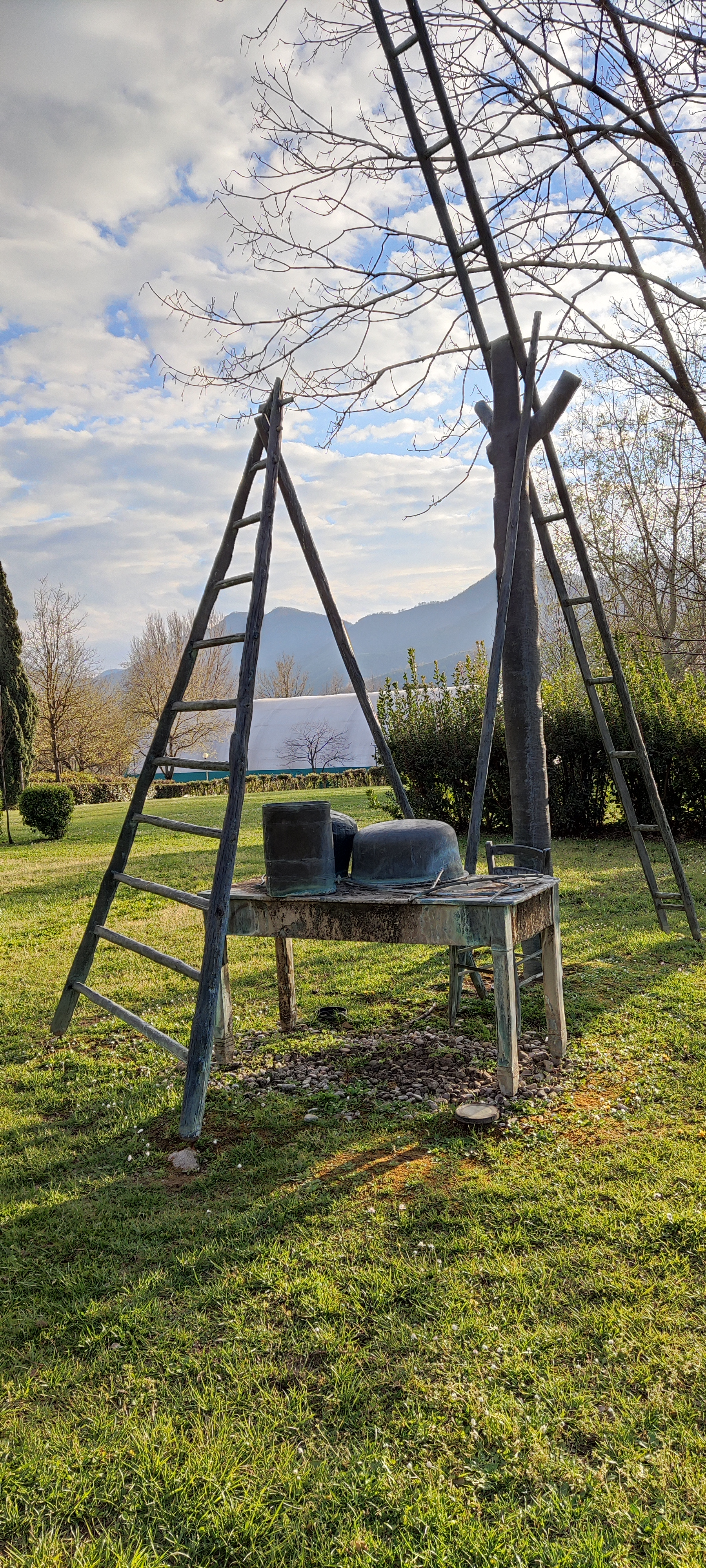
"Mnemata" di Pietro Lista

#### Mnemata
“Mnemata” é un'opera di Pietro Lista, donata all'ateneo nel 1991 e posta all'interno dell'arboreto nel cuore del campus di Fisciano.
Si tratta di una scultura in bronzo che assembla dodici elementi che rimandano al mondo contadino. Un omaggio alla campagna distrutta per far posto ad elementi urbani moderni. In particolare l'opera è inspirata dai cantieri sorti durante l'edificazione del campus di Fisciano e dal terremoto che si verificò nello stesso periodo.

#### Ombre - La meridiana del campus

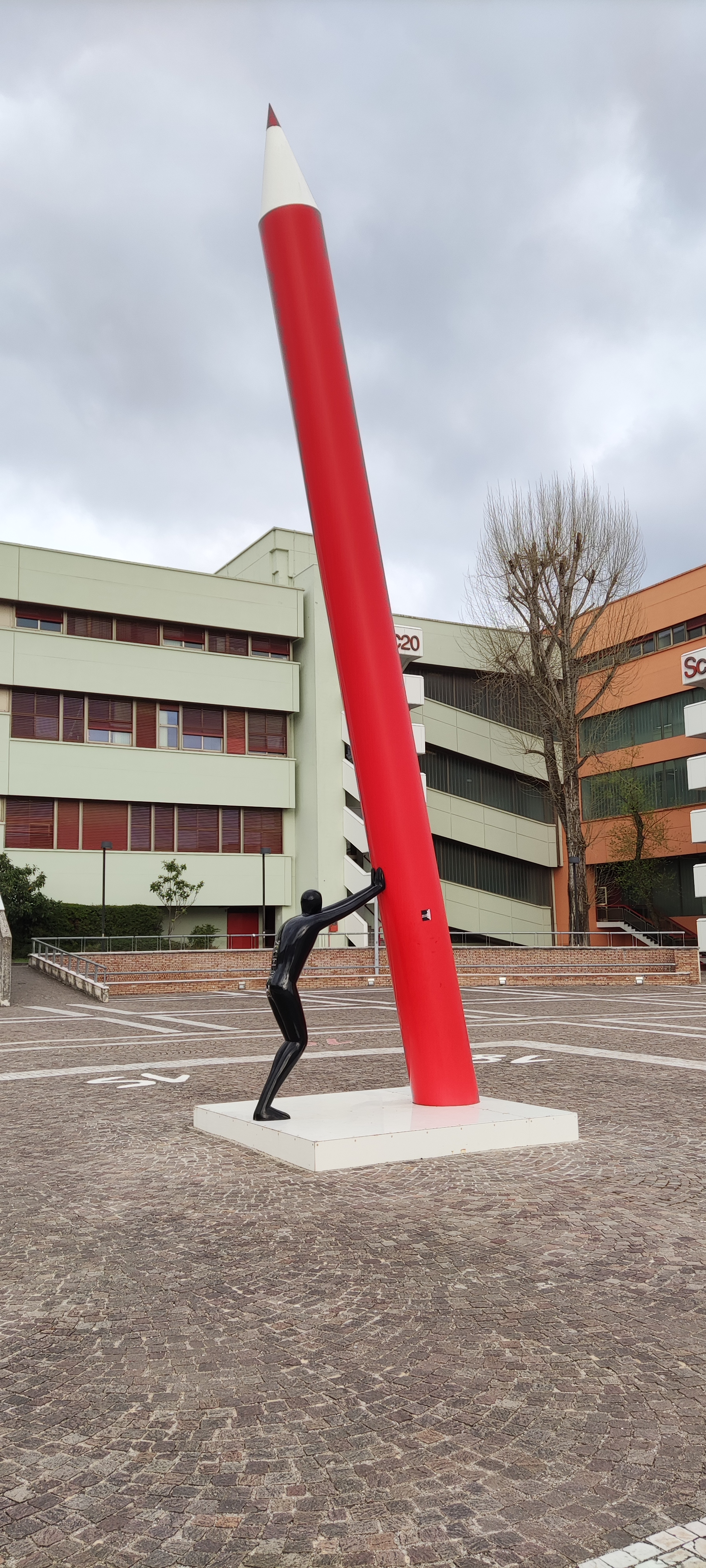
"Ombre": la meridiana del campus di Fisciano, di Lucio Perone

”Ombre” è una grande scultura pop dell'artista Lucio Perone, inaugurata nel 2018 al centro di Piazza del sapere, nella parte sud del campus.
L’opera è una “meridiana d’autore” in acciaio, vetroresina e vernice industriale composta da tre elementi principali: una gigantesca matita rossa, un omino nero ad altezza naturale che la sorregge e le ore del giorno dipinte a terra in senso orario.

#### Panchina rossa
La “Panchina Rossa Unisa” è una panchina rossa situata alle spalle del teatro di ateneo sulla quale è riportata la frase: «Qui siede chi non guarda se non con gli occhi dell'amore, chi non possiede ma abbraccia, chi non giudica ma accoglie, e chi non fa spazio alla violenza» della studentessa Maria Cristina Folino.
L’installazione permanente della panchina intende rappresentare uno spazio idealmente occupato dalla presenza delle donne cadute vittime di violenza.
L'opera è stata inaugurata il 18 novembre 2016 nel contesto del progetto nazionale "Panchine Rosse", a cui l'ateneo ha aderito in celebrazione della “Giornata internazionale per l'eliminazione della violenza contro le donne”.
La frase riportata è stata selezionata tra varie proposte della comunità universitaria, raccolte tramite un contest promosso sui profili social istituzionali dell'università. Altre proposte non selezionate sono state raccolte sulla pagina web dedicata all'opera nel catalogo artistico di ateneo.

## Ricerca

### Centro internazionale di studi e ricerche "Saperi del Mediterraneo"
Nel maggio 2015, in seno all'ateneo salernitano è stato istituito – in collaborazione con altre tredici università mediterranee – il Centro internazionale di studi e ricerche "Saperi del Mediterraneo" (ICSR "Mediterranean Knowledge"). Il centro è dedito allo sviluppo della ricerca e dell'informazione sulle tematiche più rilevanti concernenti il bacino del Mediterraneo. A tal proposito cura la collana Mediterranean, knowledge, culture and heritage, la rivista Journal of Mediterranean knowledge e una serie di working paper in molteplici lingue.

### Istituto Europeo di Ricerche Biomediche di Salerno
Nel 2014 l'università formalizza l'accordo di collaborazione scientifica con l'Istituto Europeo di Ricerche Biomediche di Salerno (EBRIS), inaugurato due anni prima presso i locali dell'ex-convento di San Nicola della Palma. L'istituto è frutto di una collaborazione tra il Massachusetts General Hospital e la fondazione Scuola Medica Salernitana fortemente voluta dal professore Alessio Fasano, salernitano docente di pediatria e nutrizione presso l'Università del Maryland e primo direttore dell'istituto.
L'attività scientifica è orientata allo studio delle interazioni tra salute e nutrizione, con particolare attenzione a condizioni cliniche come la celiachia, il diabete di tipo 1, l'autismo e la schizofrenia.

## Rettori
- Gabriele De Rosa (1969-1974)
- Nicola Cilento (1974-1977)
- Aristide Savignano (1977-1978)
- Luigi Amirante (1978-1980)
- Vincenzo Buonocore (1980-1987)
- Roberto Racinaro (1987-1995)
- Giorgio Donsì (1995-2001)
- Raimondo Pasquino (2001-2013)
- Aurelio Tommasetti (2013-2019)
- Vincenzo Loia[47] (2019-2025)
- Virgilio D’Antonio (dal 2025)[48]

## Trasporti
Le sedi principali dell'Ateneo sono collocate in prossimità di importanti arterie autostradali quali l'autostrada A2 del Mediterraneo, l'autostrada A30 Caserta-Salerno e il raccordo autostradale di Avellino e della ferrovia Salerno-Mercato San Severino, che le rendono facilmente raggiungibili.
La sede di Fisciano in particolare è dotata di un terminal bus che è un importante punto di snodo nella rete nazionale e regionale degli autotrasporti. La raggiungibilità delle sedi secondarie è inoltre garantita dalla presenza di un servizio navetta interno che collega direttamente le sedi di Fisciano, Penta e Baronissi e diversi altri punti di interesse per l'utenza universitaria.
I collegamenti da e verso l'ateneo sono implementati principalmente a mezzo autobus. Per la vicina città di Salerno sono attive un certo numero di linee dedicate dell'azienda di trasporti Busitalia Campania. Sono altresì disponibili linee dirette per molte altre località del territorio campano, gestite dalle società del consorzio UnicoCampania.
È anche possibile fruire agevolmente delle linee predisposte per l'espletamento del trasporto pubblico locale per spostarsi all'interno e tra i comuni adiacenti alle sedi, anche se con prestazioni decisamente ridotte.